# Population: Declining
Population: Declining — дебютный студийный альбом канадской пост-гранж-группы Hail the Villain, вышедший в 2007 году. В 2011 году альбом был номинирован в качестве рок-альбом года на награждении Juno Awards.

## Об альбоме
Population: Declining был записан в 2007 году на лейбле Roadrunner Records. В 2009 год в свет вышла вторая версия альбома. В альбоме большое количество сильных гитарных риффов и гранжевого звучания, что вполне заслушивает жанра хард-рок. Из альбома вышло 3 сингла. На песню Runaway был снят клип. Это первый альбом группы с которым она зарекомендовала себя в мире рока.
Песня «Runaway» была использована в качестве музыкальной темы для WWE 2010 Survivor Series.

## Список композиций
| №   | Название               | Длительность |
| --- | ---------------------- | ------------ |
| 1.  | «Take Back the Fear»   | 3:44         |
| 2.  | «My Reward»            | 2:53         |
| 3.  | «Runaway»              | 3:11         |
| 4.  | «16 Cradles»           | 3:42         |
| 5.  | «Evil Has a Name»      | 3:26         |
| 6.  | «Try Hating the World» | 3:06         |
| 7.  | «Glad to Be»           | 2:58         |
| 8.  | «Blackout»             | 3:19         |
| 9.  | «Pyro»                 | 2:21         |
| 10. | «Mission Control»      | 3:32         |
| 11. | «Swan Dive Suicide»    | 5:00         |
| 12. | «Social Graces»        | 3:54         |

## Чарты

### Синглы
| Год  | Название             | Место в позиции | Место в позиции | Альбом                |
| Год  | Название             | U.S. Main.      | U.S. Rock       | Альбом                |
| ---- | -------------------- | --------------- | --------------- | --------------------- |
| 2010 | «Take Back the Fear» | 20              | 32              | Population: Declining |
| 2010 | «Runaway»            | 29              | —               | Population: Declining |